# 발해를 꿈꾸며
〈발해를 꿈꾸며〉는 서태지와 아이들이 발표한 3집 앨범 《SeoTaiji and Boys 3》의 타이틀 곡이다.
남북한의 평화적 통일을 염원하는 내용을 담았으며, 뮤직 비디오를 구철원의 조선노동당사에서 촬영하였다.